# Szolnyecsnij (Habarovszki határterület)
Szolnyecsnij (oroszul: Солнечный) városi jellegű település Oroszország távol-keleti részén, a Habarovszki határterületen, a Szolnyecsniji járás székhelye. Az ónérc-bányászat és -dúsítás egyik központja volt a szovjet korszakban.
Népessége: 13 306 fő (a 2010. évi népszámláláskor).

## Elhelyezkedése
A település hegyes vidéken, a Szilinka (az Amur vízrendszeréhez tartozó kis folyó) partján, Komszomolszk-na-Amuretól kb. 40 km-re északnyugatra helyezkedik el.

## Története
Sok más szovjet városhoz hasonlóan Szolcsecsnijt is egyetlen ipari tevékenység céljából – itt konkrétan az ónérc-termelés központjaként – alapították 1963-ban. Ekkorra már épült ércdúsító egy közeli bányászfaluban (mai neve: Gornij), az 1955-ben feltárt ónérc-lelőhely mellett. Az újabb érclelőhelyek felfedezése miatt a korábbitól 12 km-re új, nagyobb ércdúsító üzem épült, és azzal együtt épült, alakult ki Szolnyecsnij, 1977-től járási székhely. A kombinát fénykorában a szovjet ónérc-termelés egyik jelentős központja volt, valamint volfrám-, réz-, ólom-cink- és más koncentrátumokat állított elő. 
Az 1990-es években a helyi ércbányászat és -dúsítás is válságos helyzetbe került, majd teljesen leállt. Emiatt a gazdasági válságot a település is megszenvedte. A privatizáció és többszöri tulajdonosváltást követően az érctermelés a 2010-es évek közepén újraindult. Másfél éves helyreállítás és korszerűsítés után, 2015 nyarán a tulajdonos cég bejelentette, hogy megkezdték az ércbányászatot és üzembe helyezték az ércdúsítót, és a termelés 2017-ben is folyamatosan növekedett. 